# ظهور غارنشینان
ظهور غارنشینان یا ظهور کرودها (انگلیسی: Dawn of the Croods) یک مجموعه تلویزیونی انیمیشن دو بعدی آمریکایی است که توسط دریم‌ورکس انیمیشن و بر اساس انیمیشن غارنشین‌ها ساخته شده‌است. داستان این مجموعه مربوط به قبل از فیلم غارنشین‌ها است ایپ و خانواده‌اش با دوستان و موجودات دشمن روبرو می‌شوند. این مجموعه اولین بار توسط نتفلیکس ۲۴ دسامبر ۲۰۱۵ به‌نمایش درآمد. فصل دوم این مجموعه در ۲۶ اوت ۲۰۱۶، فصل سوم در ۷ آوریل ۲۰۱۷ و فصل چهارم و آخرین فصل آن در ۷ ژوئیه ۲۰۱۷ منتشر شد.